# Niccolò Massa
Niccolò Massa, italijanski anatom, * 1485, † 1569.
1. ↑  LIBRIS — Kraljevska knjižnica Švedske, 2018.
2. 1 2  data.bnf.fr: platforma za odprte podatke — 2011.
3. ↑  Record #124331165 // Gemeinsame Normdatei — 2012—2016.